# Assemblée nationale (Burundi)
Pour les autres articles nationaux ou selon les autres juridictions, voir Assemblée nationale.
Législature 2025-2030
Palais des congrès de Kigobe
L'Assemblée nationale (en kirundi : Inama Nshingamateka) est la chambre basse du parlement bicaméral du Burundi.

## Système électoral

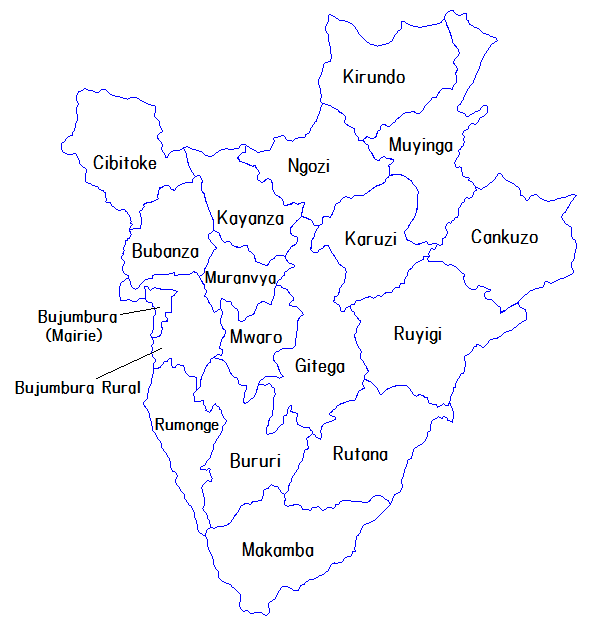
Les provinces du Burundi correspondant aux circonscription électorales.

L'Assemblée nationale est dotée d'un minimum de 100 sièges pourvus pour cinq ans au scrutin proportionnel dans 18 circonscriptions électorales plurinominales correspondant aux provinces du pays. La composition des listes est bloquée, avec pour trois noms successifs un maximum de deux hommes et de deux personnes du même groupe ethnique. 
Les sièges sont répartis selon la méthode D'Hondt à tous les partis ayant franchi le seuil électoral de 2 % des suffrages exprimés. Un nombre variable de députés supplémentaires s'ajoute à ce total de telle sorte que la répartition finale des membres de l'assemblée corresponde à un ratio 60-40 entre Hutus et Tutsis, auquel s'ajoute un quota de 30 % de femmes,. L'ensemble des membres cooptés sont choisis par la Commission électorale nationale indépendante (Céni) parmi les candidats non élus figurant sur les listes des partis ayant remporté au moins un siège au scrutin direct, en concertation avec ces derniers.
Enfin, trois membres de l’ethnie Twa sont cooptés par la Céni sur la base de liste présentées par leurs organisations représentatives reconnues, en tenant compte du sexe et de la répartition géographique,.